# Église de Piedigrotta
L'église de Piedigrotta est un lieu de culte catholique, entièrement creusé dans les rochers de tuf, situé à un kilomètre au nord de Pizzo, dans la province de Vibo Valentia en Calabre,.
À l'intérieur, plusieurs groupes sculpturaux le décorent, également en tuf. L'église est adjacente à la plage et étant exposée à l'ouest, une visite l'après-midi est très évocatrice, lorsque les rayons du soleil pénètrent dans les profondeurs des grottes, soulignant les couleurs des sels minéraux qui recouvrent les parois.

## Historique

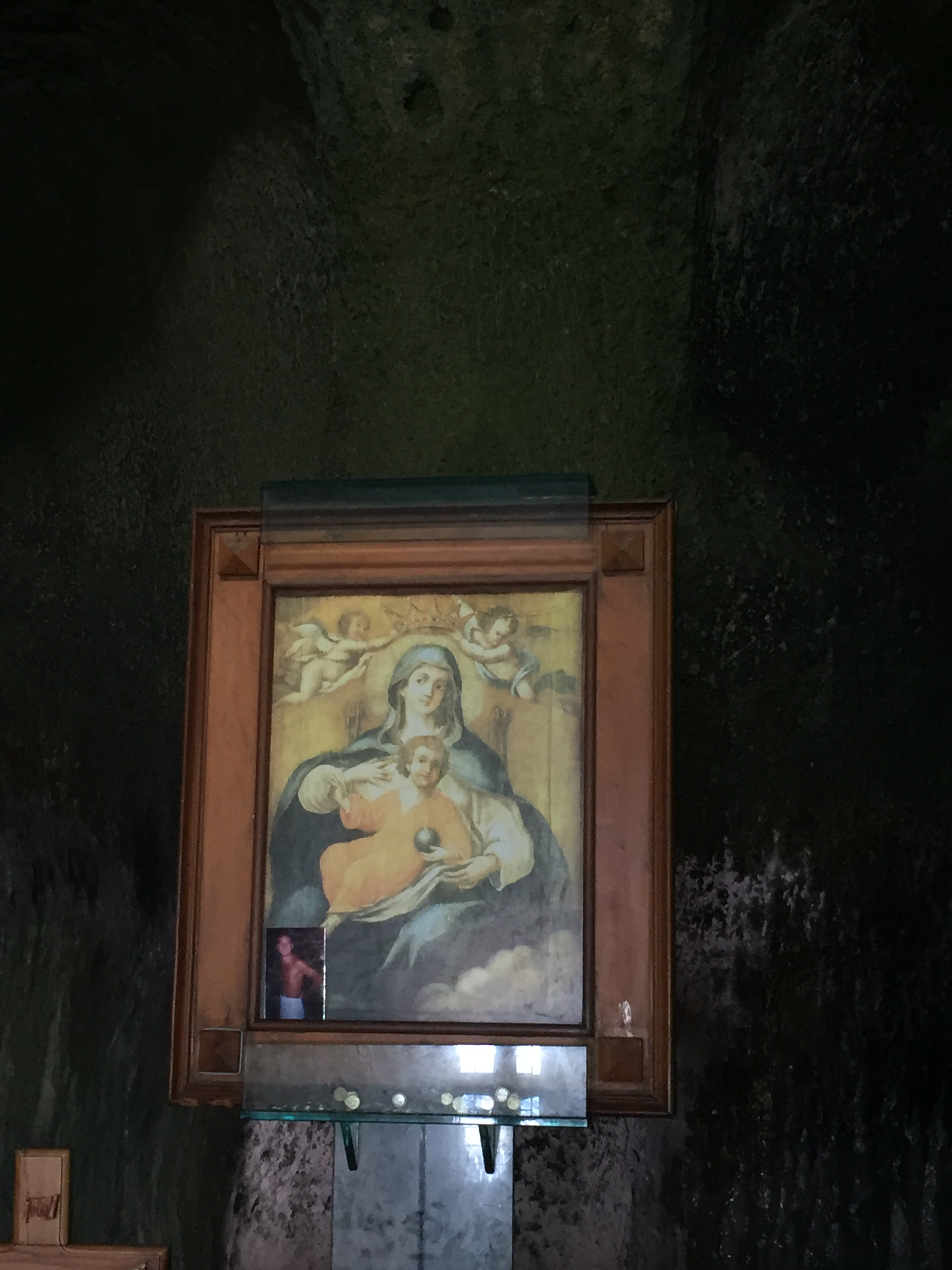
Le tableau représentant Santa Maria di Piedigrotta.

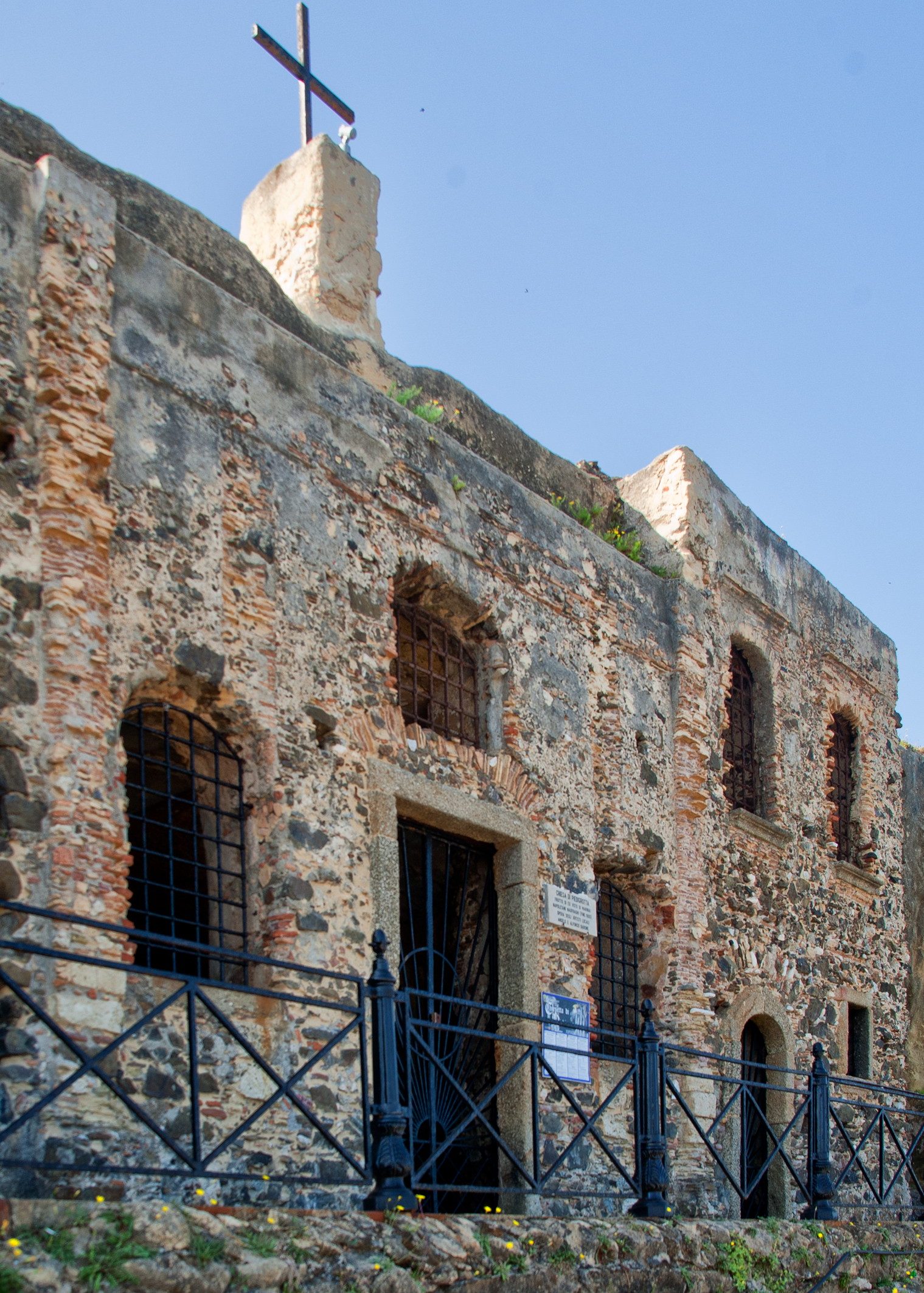
La façade de l'église.

Vers la fin de l'année 1600, un voilier naviguant dans le golfe de Sainte-Euphémie se trouva au milieu d'une violente tempête. Les marins firent un vœu à Santa Maria di Piedigrotta dont le tableau se trouvait dans la cabine du capitaine, pour ériger une chapelle votive à l'endroit où ils auraient débarqué en cas de salut. Le navire coula violemment contre les rochers et tomba en morceaux. Le tableau de La Madone a été sauvé et retrouvé intact sur la plage. Les marins, fidèles à leur promesse, creusèrent un trou dans la roche et y placèrent le tableau, promettant de revenir et de construire une chapelle votive. Les pêcheurs locaux, craignant qu'il ne soit volé, ont pris le tableau et l'ont emmené dans une grotte voisine, construisant un petit autel. À la suite d'une nouvelle tempête, la mer envahit la grotte et ramena le tableau à l'endroit où il avait été posé pour la première fois. Les pêcheurs décidèrent donc de mieux creuser la première grotte et construisirent également un clocher-tour comprenant la cloche du navire naufragé, daté de 1632. 
Une peinture circulaire, sur la nef centrale de l'église, représente une tempête en mer et un voilier en difficulté évidente, comme pour confirmer la légende. Dans un document de 1725, le chanoine Ilario Tranquillo écrit que les fondateurs étaient : Giovanni Benedetto del Pizzo et Antonio son fils en 1675.
Entre la fin du XIXe et le début du XXe siècle, Angelo Barone, fasciné par les contes des pêcheurs, agrandit la grotte préexistante en créant une église. Lors de la dure phase de fouille, il a pris soin de laisser quelques blocs de tuf qu'il a ensuite transformés en statues. Les travaux se poursuivirent jusqu'à sa mort, au printemps 1915. Son fils, Alfonso Barone, voulut poursuivre l'œuvre de son père et agrandit encore l'église, en créant d'autres statues, chapiteaux et bas-reliefs. 
En 1969, le sculpteur Giorgio Barone, fils d'Alfonso, de retour du Canada, restaure partiellement les statues et sculpte deux médaillons représentant le pape Jean XXIII et John Fitzgerald Kennedy. La petite église est ouverte tous les jours et la messe y est célébrée le 2 juillet, à l'occasion de la Madonna delle Grazie (it).

## Galerie

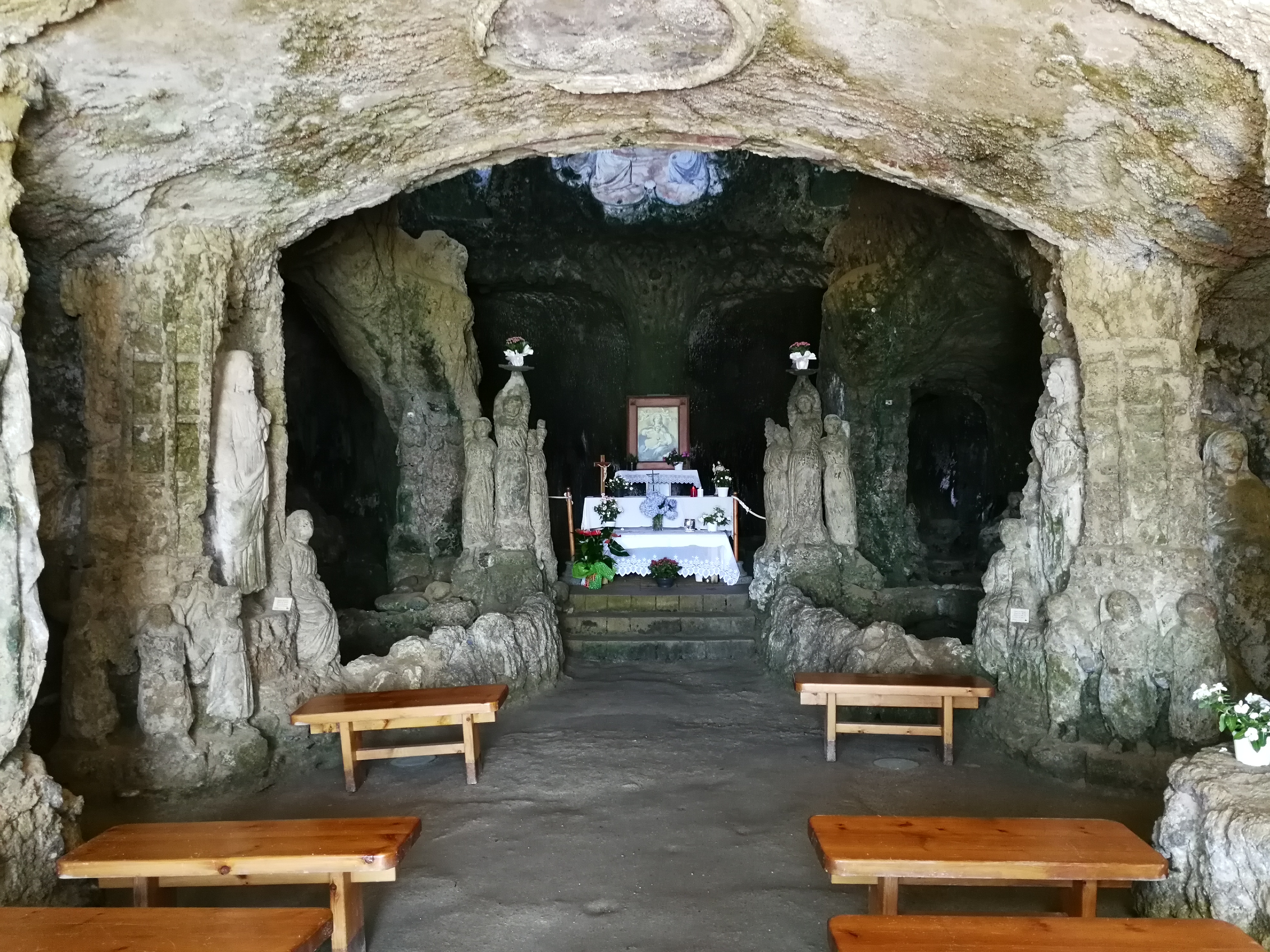
L'autel de Santa Maria.
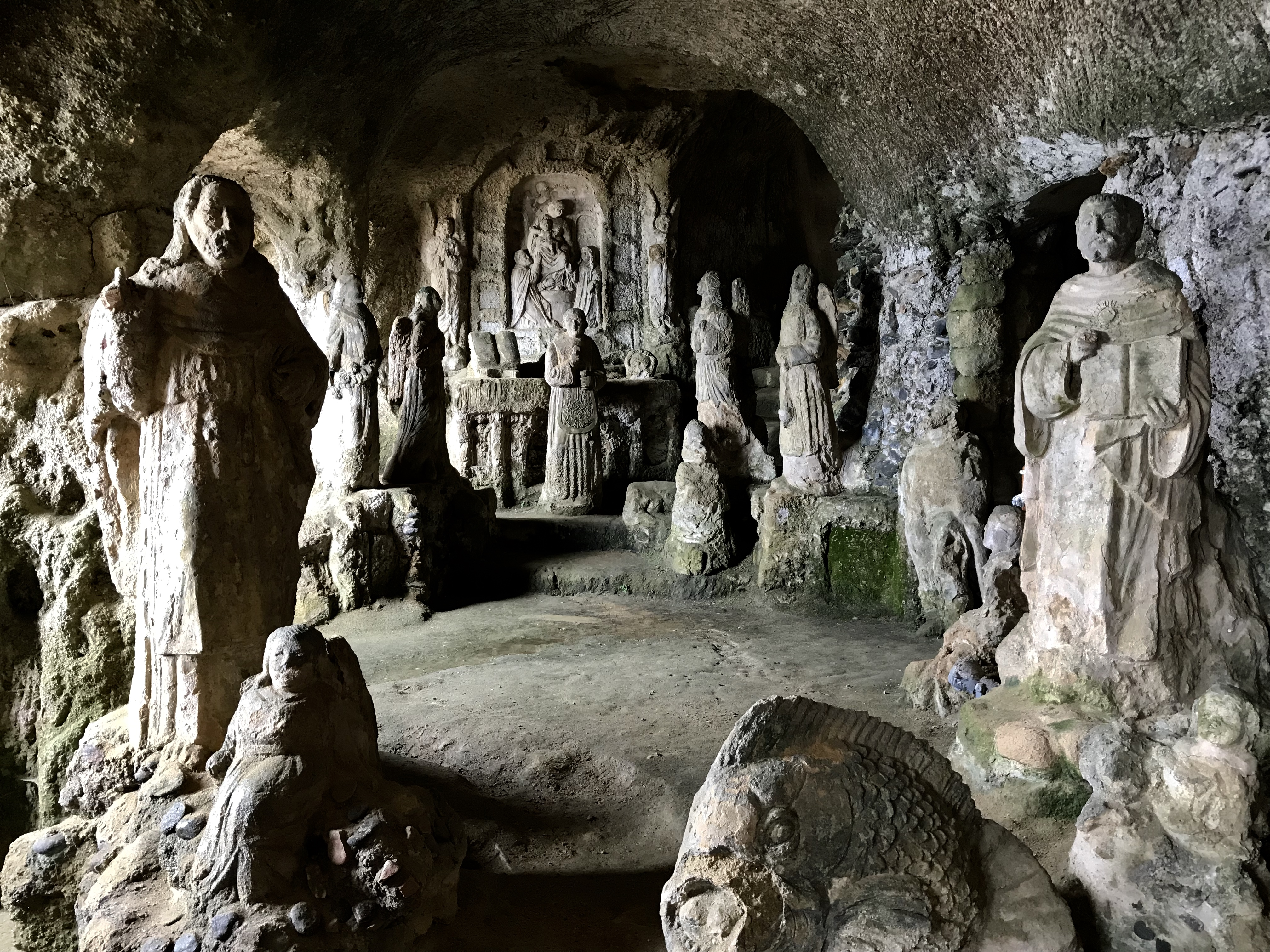
L'intérieur de la grotte.
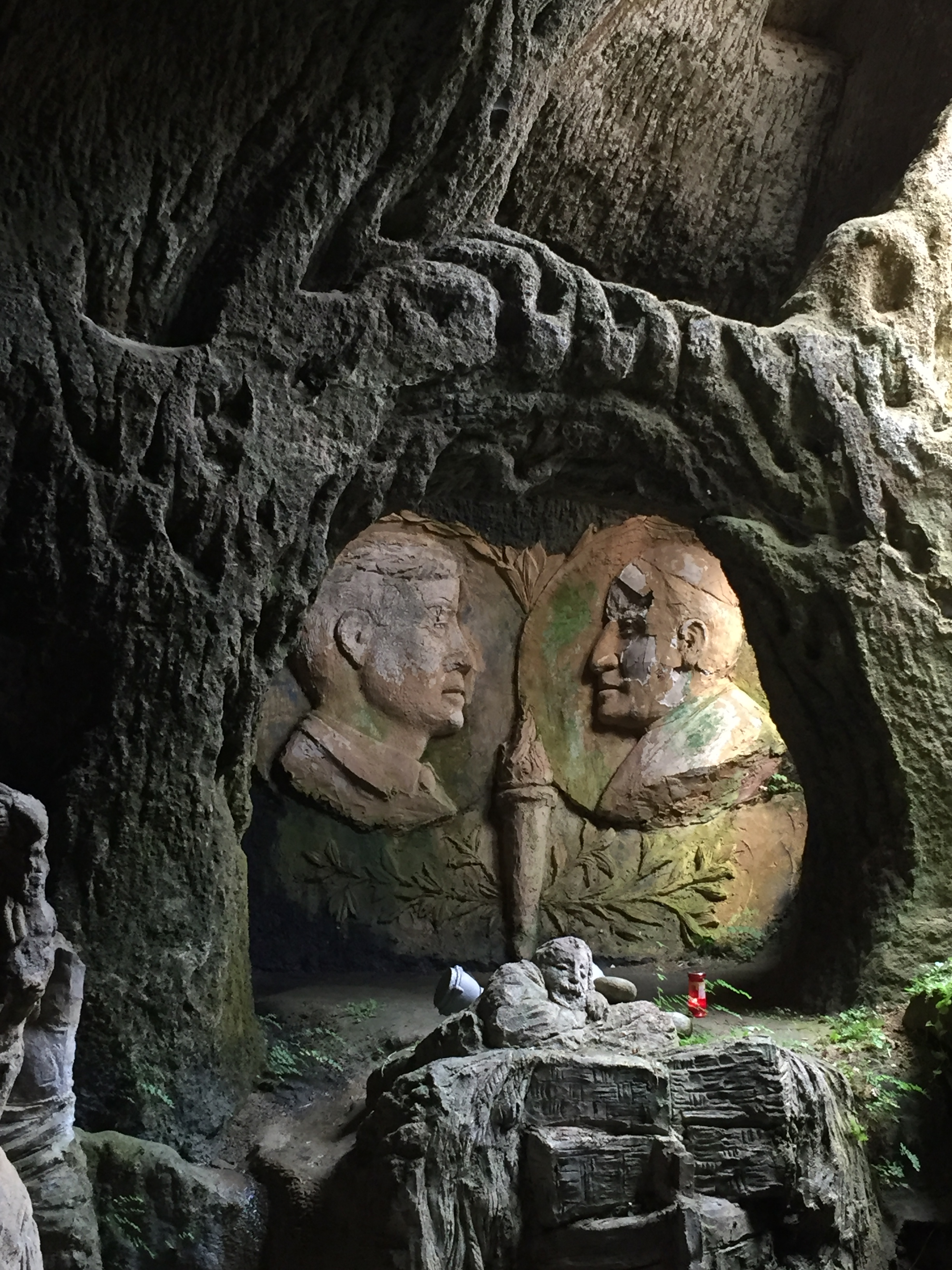
John Kennedy et Jean XXIII.
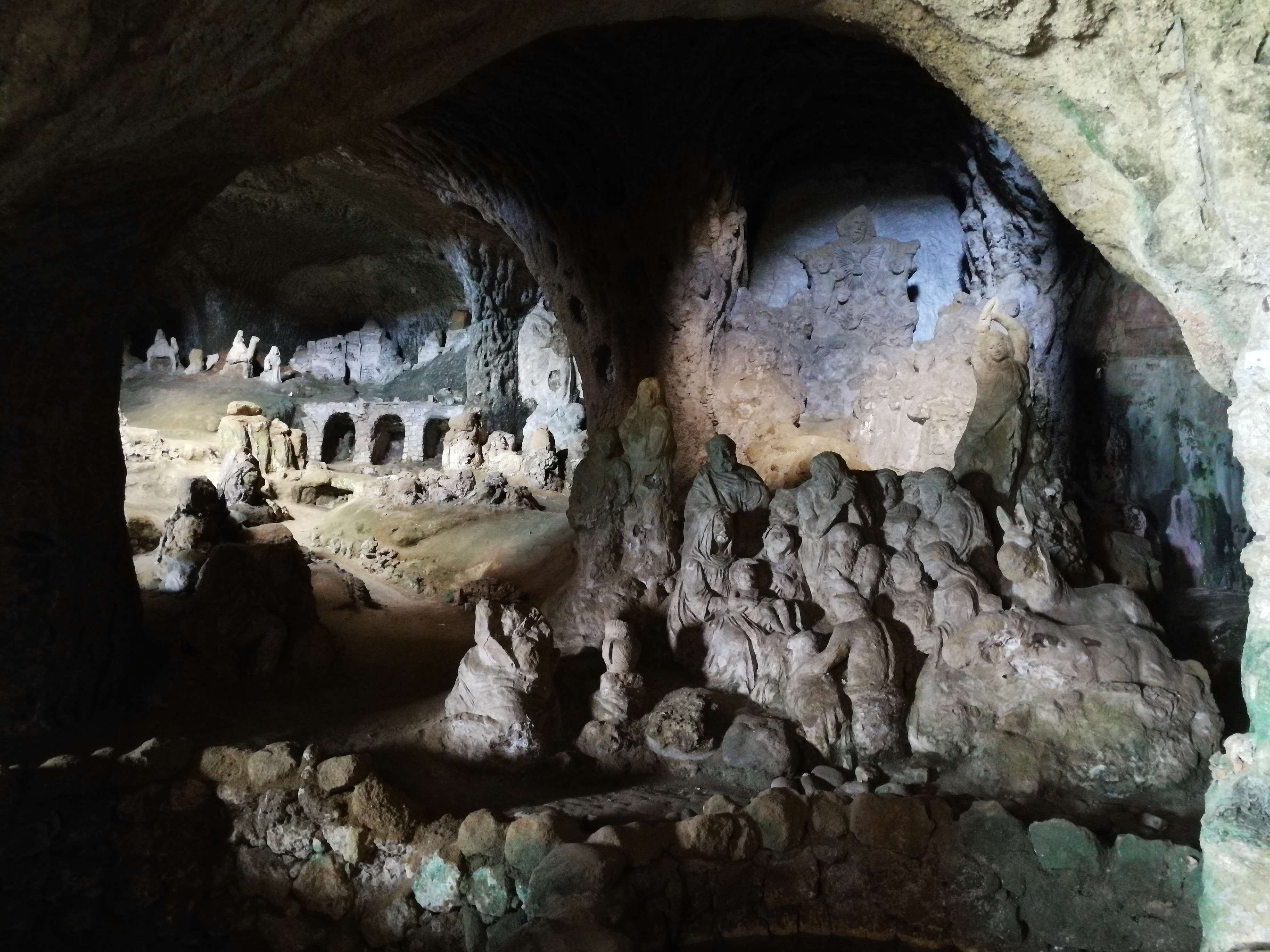